# Amadou Aboubakar Zaki
Amadou Aboubakar Zaki (Niamey, 10 febbraio 1988) è un cestista nigerino con cittadinanza camerunese.

## Palmarès
- Campionato francese: 1

Nancy: 2007-08
- Match des Champions: 1

Nancy: 2008